# 우위영
우위영은 대한민국의 정치인이다. 2011년 12월 5일에 통합진보당 이석기 전의원의 보좌관을 맡았었다. 민주노동당의 최고위원,통합진보당의 공동 대변인을 맡은 경력이 있다.